# Louis Marmoz
 (mai 2021).
La mise en forme du texte ne suit pas les recommandations de Wikipédia : il faut le « wikifier ».
Les points d'amélioration suivants sont les cas les plus fréquents. Le détail des points à revoir est peut-être précisé sur la page de discussion.
- Les titres sont pré-formatés par le logiciel. Ils ne sont ni en capitales, ni en gras.
- Le texte ne doit pas être écrit en capitales (les noms de famille non plus), ni en gras, ni en italique, ni en « petit »…
- Le gras n'est utilisé que pour surligner le titre de l'article dans l'introduction, une seule fois.
- L'italique est rarement utilisé : mots en langue étrangère, titres d'œuvres, noms de bateaux, etc.
- Les citations ne sont pas en italique mais en corps de texte normal. Elles sont entourées par des guillemets français : « et ».
- Les listes à puces sont à éviter, des paragraphes rédigés étant largement préférés. Les tableaux sont à réserver à la présentation de données structurées (résultats, etc.).
- Les appels de note de bas de page (petits chiffres en exposant, introduits par l'outil «  Source ») sont à placer entre la fin de phrase et le point final[comme ça].
- Les liens internes (vers d'autres articles de Wikipédia) sont à choisir avec parcimonie. Créez des liens vers des articles approfondissant le sujet. Les termes génériques sans rapport avec le sujet sont à éviter, ainsi que les répétitions de liens vers un même terme.
- Les liens externes sont à placer uniquement dans une section « Liens externes », à la fin de l'article. Ces liens sont à choisir avec parcimonie suivant les règles définies. Si un lien sert de source à l'article, son insertion dans le texte est à faire par les notes de bas de page.
- La présentation des références doit suivre les conventions bibliographiques. Il est recommandé d'utiliser les modèles {{Ouvrage}}, {{Chapitre}}, {{Article}}, {{Lien web}} et/ou {{Bibliographie}}. Le mode d'édition visuel peut mettre en forme automatiquement les références.
- Insérer une infobox (cadre d'informations à droite) n'est pas obligatoire pour parachever la mise en page.

Pour une aide détaillée, merci de consulter Aide:Wikification.
Si vous pensez que ces points ont été résolus, vous pouvez retirer ce bandeau et améliorer la mise en forme d'un autre article.
 (mai 2021).
 (mai 2021).

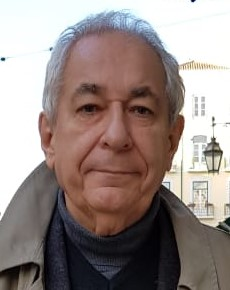

Louis Marmoz, né le 4 mai 1944 à Angoulême, est analyste critique de l’éducation et de la recherche, spécialiste des sciences de l’éducation. Il est professeur des universités dans ce domaine ainsi qu'en sciences de gestion. 

## Biographie

### Vie personnelle
Fils de Jane et Francisque Marmoz, ingénieur et directeur de société, Louis Marmoz a épousé en 1968 Helena Lousada de Vasconcelos, morte en 2018 et est le Père de Raoul Marmoz.[réf. nécessaire]

### Formation
Louis Marmoz suit, en 1969 et 1970, une « formation doctorale » en économie appliquée (Université Paris-Dauphine).
Il soutient, en 1979 une thèse de doctorat en sciences de l'éducation à l'Université de Caen, sous la direction de Gaston Mialaret, puis en 1984, une thèse de doctorat ès-lettres et sciences humaines à l'Université de Caen, toujours sous la direction de Gaston Mialaret.

### Parcours professionnel
Entre 1968 et 2010, Louis Marmoz exerce successivement les fonctions de moniteur de travaux dirigés à l'université de Caen, de professeur coopérant à l'Université du Québec à Trois-Rivières, d’assistant à l'université de Caen en même temps que chargé de cours à l’Université Paris X - Nanterre, de Maître-assistant à l’Université Lille-II, de professeur à l'université de Caen puis à l’Université de Versailles-Saint Quentin en Yvelines. 
À l'université de Caen, il assure la direction d’un centre de recherches entre 1986 et 1999 (le Centre d’Études et de Recherche en Sciences de l'éducation -CERSE-EA965), et d’un service commun de l'université, entre 1986 et 1992 (le Centre Universitaire de Formation des Enseignants - CUFE).
Les enseignements de Louis Marmoz portent sur les domaines de l’éducation comparée, des politiques éducatives, de la gestion des ressources humaines, de l’épistémologie. 
De 1997 à 2016 Louis Marmoz a été titulaire de lacChaire UNESCO de sciences de l’éducation pour l’Afrique centrale dont le siège est à l’Université Marien-Ngouabi (Brazzaville).[réf. nécessaire]
Louis Marmoz mène une importante activité en matière de développement des formations au niveau du doctorat en dirigeant ces formations en France et en Afrique centrale (Congo, Cameroun, République démocratique du Congo, Tchad) et aide à leur mise en place au Portugal et au Brésil. Il dirige directement la préparation de 63 thèses de doctorat ou équivalents soutenus.
De 2000 à 2007, Louis Marmoz a été mis à la disposition de l’UNESCO par le gouvernement français comme Conseiller auprès de la Division de l’enseignement supérieur puis du Département Afrique[réf. nécessaire]. Il réalise plus d’une centaine de missions internationales, dans 17 pays, principalement le Portugal, le Brésil et ceux d’Afrique centrale, tout en étant organisateur ou co-organisateur de plus de 70 colloques internationaux et directement responsable ou co-responsable d’une dizaine de projets de recherche internationaux (CAPES/COFECUB, UNESCO, ministère français de l’éducation, etc.) Depuis 1992, il est expert auprès du ministère français de l’éducation[C'est-à-dire ?] en ce qui concerne les propositions de recherches à dimension internationale.

### Activités éditoriales et associatives
À côté de ses activités d’enseignant et de chercheur, Louis Marmoz a développé de nombreuses actions d’appui au milieu de la recherche en éducation, principalement par ses activités éditoriales permettant la publication de nombreux auteurs et par les responsabilités prises dans des associations de spécialistes de la recherche.
En matière d’édition, il a fondé la collection « éducations et sociétés » (L’Harmattan éd.) et a dirigé ou fondé différentes revues scientifiques dans le domaine de l’éducation, en particulier, les sciences de l’éducation pour l’ère nouvelle, Les documents du CERSE, Les cahiers africains de recherche en éducation (L’Harmattan éd.), Sociétés brésiliennes – travail, éducation, développement (L’Harmattan éd.), et La recherche en éducation (avec Maria Teresa Estrela ; AFIRSE). 
En matière de responsabilités associatives, il a été Président de l’Association Francophone Internationale de Recherche Scientifique en Éducation (AFIRSE) de 2006 à 2015 après en avoir été secrétaire général fondateur en 1990,  Président (avec Claude Comiti) de l’Assemblée des Responsables de Centres Universitaires de Formation des Enseignants (ARCUFEF)[réf. non conforme] de 1986-1990 et vice-président de l’Association des Enseignants et Chercheurs en Sciences de l’Éducation (AECSE) de 1975 à 1985.

### Distinctions
Docteur honoris causa de l'université du Rio Grande do Norte (Brésil) depuis 2016, Louis Marmoz est aujourd’hui Président d’honneur de l’AFIRSE[réf. nécessaire].

## Principaux apports théoriques, recherches

### Paupérisation de l’éducation
Revenant aux thèses de Friedrich Engels et Karl Marx sur la paupérisation comme effet nécessaire du développement du capitalisme, comme signe de son incapacité à durer et de son autodestruction finale (en un sens différent donc de celui développé ultérieurement correspondant uniquement à l’appauvrissement d’une partie de la population), les travaux de Louis Marmoz confirment l’incapacité du système capitaliste à mener éternellement les tâches de développement qu’il s’est un moment assignées et qu’au contraire son évolution et les fonctionnements désordonnés qu’il ne maitrise plus non seulement ne peuvent sauver son régime mais accélèrent sa destruction. Ainsi entendue, la notion de paupérisation aide à comprendre l’évolution et les difficultés des différents secteurs d’activité et en particulier de l’éducation que le système essaye de faire servir à ses objectifs sans en être finalement capable, tant par l’absence d’horizon que par la concurrence des objectifs qu’il se donne. L’analyse que Louis Marmoz développe des fonctionnements des systèmes de formation, de l’évolution de leurs coûts, de l’emprise d’enjeux commerciaux, de leurs rapports et de leur dépendance à d’autres structures, des difficultés de leur pilotage et des illusions de leurs liens avec l’emploi, montre leur incapacité à construire l’avenir et leur inefficacité croissante.

### Sciences de l’éducation
Les travaux de Louis Marmoz portent sur l’histoire, les fonctionnements et l’épistémologie des sciences de l’éducation. Ils montrent que la création des études universitaires en sciences de l’éducation a été l’occasion manquée d’une nouvelle organisation des disciplines relevant des analyses des faits sociaux, spécifiée par rapport aux domaines qu’elles travaillent plutôt que par l’application systématique de disciplines plus anciennes seulement justifiée par leur antériorité institutionnelle.

### Évaluation et développement de la recherche
Le développement épistémologique suppose deux conditions qui ne doivent pas paraitre contradictoires : l’élaboration des recherches, in situ, selon des spécificités, voire des modalités, locales, régionales ou nationales, et la confrontation de ces recherches et de leurs résultats sur le plan international. La pratique de Louis Marmoz ainsi que nombre de ses publications illustrent ce besoin et cette démarche.
Il développe également une analyse critique des systèmes institutionnels d’évaluation des institutions de recherche et des chercheurs conduisant à un formatage anti-heuristique.

### Autres apports
En particulier dans les domaines plus généraux des politiques éducatives, en mettant en garde contre leur internationalisation irréfléchie, et de la formation des personnels de l’enseignement, en insistant sur la priorité à accorder à l’organisation d’une formation assurée tout au long de la carrière.

## Publications
Liste non exhaustive : 
- L. Marmoz, Éducation et conscience politique : (Gelpi, Roorda, Postic, Loureiro, Mialaret, Ardoino et Freire), vol. 1, t. 1, Paris, L’Harmattan, 2020, 246 p. (ISBN 978-2-343-21817-5).
- L. Marmoz, L’éducation en devenir : L’œuvre de Gaston Mialaret et l’UNESCO, Paris, L’Harmattan, 2016 (ISBN 978-2-343-10826-1).
- L. Marmoz (Dir), M. Moumoulidou, D. Tsakiris et G. Stamelos, La recherche en éducation dans un monde en crise, Paris, L’Harmattan, 2015 (ISBN 978-2-343-06579-3).
- L. Marmoz (Dir) et S. Didou Aupetit, L’évaluation de la recherche universitaire : Contextes et efficacité, Paris, L’Harmattan, 2015 (ISBN 978-2-343-06386-7).
- L. Marmoz (Dir) et R. Marmoz, La recherche en éducation : Pluralité et complexité, Paris, L’Harmattan, 2014 (ISBN 978-2-343-04952-6).
- L. Marmoz (Dir) et V. Attias Delattre, Ressources humaines, force de travail et capital humain : Notions et réalités, Paris, L’Harmattan, 2010 (ISBN 978-2-296-12904-7).
- L. Marmoz (Dir) et T. Estrela, Indisciplines et violences à l’école : Études européennes, Paris, L’Harmattan, 2006 (ISBN 2-296-00106-8).
- L. Marmoz, L’entretien de recherche dans les sciences humaines et sociales : La place du secret, Paris, L’Harmattan, 2001 (ISBN 2-7475-0134-5).
- L. Marmoz (Dir) et M. Derrij, L’interculturel en questions, Paris, L’Harmattan, 1998 (ISBN 2-7475-0142-6).
- L. Marmoz (Dir), Éducation comparée, Paris, L’Harmattan, 1998 (ISBN 2-7384-6715-6).
- L. Marmoz (Dir), Gaston Mialaret : l’éducateur, le pédagogue, le chercheur, Paris, L’Harmattan, 1993 (ISBN 2-13-046059-3)[7][réf. non conforme].
- L. Marmoz, Bruits intérieurs, Paris, CUFE/CERSE, 1991.
- L. Marmoz, Les sciences de l’éducation : sciences majeures, Paris, E.A.P., 1991.
- L. Marmoz, Les sciences de l’éducation en France : histoire et réalités, Paris, E.A.P., 1988[8].
- L. Marmoz, Réformes et politiques éducatives : notions de base, Paris, CERSE, 1987.